# Raheny United
El Raheny United FC es un club irlandés de fútbol, conocido principalmente por su sección femenina. Juega en la Liga irlandesa, y su estadio es el Morton de Raheny, un suburbio dublinés.

## Historia
El club fue fundado en 1994. El primer gran éxito del equipo femenino fue llegar a la final de Copa en 2007 (la perdió contra el Galway United).
Desde 2012 ha ganado 2 Ligas y 2 Copas. En la temporada 2014-15 superó la previa de la Liga de Campeones por primera vez.

## Títulos
- 2 Ligas irlandesas: 2013, 2014
- 2 Copas irlandesas: 2012, 2013

## Trayectoria liguera
|                  | 2012 | 2013 | 2014 |
| ---------------- | ---- | ---- | ---- |
| Primera División | 2º   | 1º   | 1º   |

## Trayectoria en la Liga de Campeones
| 2014 | 2-3 MTK, 1-2 Jarkiv, 2-1 Crusaders   |                 |
| 2015 | 2-1 Olimpia, 2-0 NSA, 2-1 Hibernians | 0-4 1-2 Bristol |

## Plantilla 2014-15
- Las jugadoras sin bandera son de nacionaldiad irlandesa

| Porteras                             | Defensas | Centrocampistas                                                                                            | Delanteras                                                                                             |
| ------------------------------------ | --- | --- | --- |
| Bethany Houldsworth Niamh Reid-Burke | Niamh Barnes Clare Conlon Joan Daly Lauren Dawley Louise Kearney Keeva Keenan Shauna Newman Sinead O'Farrelly Laura Ryan Niamh Walsh | Avril Briaerley Ingunn Dogg Eriksdottir Rachel Graham Megan Lynch Katie McCabe Pearl Slattery Mary Waldron | Rebecca Creagh Catherine Cronin Siobhan Killeen Noelle Murray Leeann Payne Danielle Sheehy Clare Shine |

Entrenadora: Casey McQuillan